# کولورز هاستت
کولورز هاستت (انگلیسی: Culver Hastedt; ۱۷ اکتبر ۱۸۸۳ – ۲ نوامبر ۱۹۶۶) دونده سرعت اهل ایالات متحده آمریکا بود.